# سيزارا
سيزارا هي كومونا (بلدية) في مقاطعة فيربانو كوزيو أوسولا في منطقة بيدمونت الإيطالية وتقع على بعد حوالي 100 كيلومتر (62 ميل) من شمال شرق تورينو وحوالي 15 كيلومتر (9 ميل) جنوب غرب فيربانيا وكان عدد السكان في 31 ديسمبر 2004 617 نسمة وتبلغ مساحتها 11.3 كيلومتر مربع (4.4 ميل2) . 
وتحتوي بلدية سيزارا على فرازيوني (التقسيمات الفرعية للقرى بشكل رئيسي) لكل من كولما ، غراسونا ، وإغرو.
وتقع سيزارا على حدود البلديات التالية: أرولا وسيفياسكو وMadonna del Sasso وNonio وPella وفارالو .